# Stuart Milk
Lawrence Stuart Milk (né le 26 décembre 1960 à New York) est un militant des droits LGBT et conférencier politique américain.
Neveu de l'homme politique connu pour son combat pour les droits civiques des LGBT Harvey Milk, il est le cofondateur de l'Harvey Milk Foundation (en).